# 1955年の映画
1955年の映画（1955ねんのえいが）では、1955年（昭和30年）の映画分野の動向についてまとめる。
1954年の映画 - 1955年の映画 - 1956年の映画

## 出来事

### 世界
- 3月30日 - 第27回アカデミー賞で『地獄門』が外国語映画賞とカラー衣装デザイン賞（和田三造）を受賞[1][注 1]。
- 5月21日 -  第2回アジア映画祭で伊藤大輔監督『春琴物語』が最優秀作品賞獲得[3]。
- 7月17日 - アメリカ合衆国カリフォルニア州アナハイムにウォルト・ディズニー・プロダクション制作、運営のディズニーランドがオープン。
- 6月28日 - フランス、初のシネマスコープ『水色の夜会服』（ワルテル・カップス監督）[4]公開[5][6][注 2]。
- 8月23日 - 英国、初のシネマスコープ『愛情は深い海のごとく』（アナトール・リトヴァク監督）公開[5][7]。
- 8月26日 - インド、サタジット・レイ監督、『大地のうた』公開[5][8]。
- 9月30日 - 米国、俳優・ジェームズ・ディーン、自動車事故で死去[5][9]。
- 10月11日 - 米国、Todd-AOシステム（英語版）による70mm映画の第1作『オクラホマ!』（フレッド・ジンネマン監督）公開[5][10]。
- 10月26日 - フランス、ルネ・クレール監督、初のカラー作品『夜の騎士道』公開[5][11]。
- 12月13日 - 英国、初のビスタビジョン『リチャード三世』（主演・監督:ローレンス・オリヴィエ）公開[5][12]。
- 月日不詳
  - 『二十四の瞳』（木下惠介監督）、第12回ゴールデングローブ賞外国語映画賞受賞[13][14]。

### 日本
- 1月
  - 毎日映画社創立[15]。
  - 1月3日 - 東映、『多羅尾伴内シリーズ　隼の魔王』 / 『新諸国物語　紅孔雀 第二篇 呪いの魔笛』封切り、ヒット[16]。
  - 1月5日 - 初シネラマ第1作『これがシネラマだ』[17]が東京・帝国劇場で初公開、リニューアルした大阪・OS劇場は14日より公開[18][1][2]。
  - 1月10日 - 東映、児童劇映画第1弾『ふろたき大将』(主演:石橋蓮司)[19][20]など3作品配給開始[21][22]。
  - 1月20日 - 厚生省、全国都道府県知事へ、映画上映時間制限の次官通達を発す[2]。
- 2月
  - 2月3日 - 日活、久松静児監督『警察日記』を公開[23][24]。
  - 2月10日 - 東京・丸の内東宝劇場オープン、オープニング作品はイタリア映画『高校三年』[25]（ルチアーノ・エンメル監督）[2]。
  - 2月27日 - 東映、片岡千恵蔵の代表作『血槍富士』（内田吐夢監督）公開[26][22]。
- 3月
  - 3月16日 - 東映、大映から賃借中の京都撮影所の土地・建物を約6700万円で買収[16]。
  - 3月28日 - 大阪東映劇場・大阪東映地下劇場オープン[16]。
- 4月
  - 4月1日 - 東京放送（TBS）開局[2]。
  - 4月22日 - 東京現像所設立[27][28][2]。
- 5月
  - 日活、国産のコニカラーによる色彩映画第1回作品『緑はるかに』（井上梅次監督）公開[29]。
  - 映画倫理規程管理委員会に青少年映画委員会発足[1]。
  - 5月9日 - シンガポールで開催される第2回アジア映画祭出席のため、三船敏郎、久慈あさみ等が出発[2]。
  - 5月30日 - 大蔵省、天然色フィルム免税措置1年延長を通達[30]。
- 6月
  - 6月1日 - 20世紀FOX日本支社、自社開発「シネマスコープ」の名称を他社が使用することを禁止する[30]。
  - 6月3日 - 日伊合作の東宝映画『蝶々夫人』公開[27][31]。
  - 6月19日 - NHKラジオ番組『時の動き』[32]の中で大部屋映画女優を売春婦と見なすような放送内容が波紋を起こす[27][3]。7月3日、この騒動に関係する、映連、俳優協会、映演総連、全映演、NHKの5団体が共同声明発表、円満解決[30]。
- 7月
  - 7月1日 - 東宝、帝国劇場を吸収合併[27][3]。
  - 7月2日 - 映画セールスマン倶楽部連盟発足[3]。
  - 7月13日 - 東京・日比谷スカラ座（東京宝塚劇場の4階）が新築オープン、オープニング作品は『戦略空軍命令』（松竹・東京劇場と同時公開）[30][3]。
  - 7月19日 - 興連、〔配給〕各社に不燃性フィルムの全面的使用を要望[27][3]。
  - 7月21日 - 名古屋東映劇場・名古屋東映地下劇場オープン[16]。
- 8月
  - 8月2日 - 東宝、日本共産党書記長・徳田球一の死亡報道を扱った朝日ニュース521号を忌避して同ニュースの配給中止を発表、それに対し、朝日新聞社が抗議[30]。 両社協議し合意成立、6日、朝日ニュースの配給再開[30]。
  - 8月11日 - 五社協定の1年延長決議[27][3]。
  - 8月12日 - 東京・日劇ニュース劇場がリニューアル・オープン[3]。
- 9月
  - 桜映画社創立[1][33]。
  - 学研映画部発足[1][34]。
  - 9月1日 - MGM映画『暴力教室』に対して、教育団体からクレームや高校生以下観覧禁止などの上映禁止運動が起きる[1][27][3]。アメリカ・メジャー各社が映倫に参加しないことに対し非難が集中[1]。
  - 9月20日 - 東宝、小林冨佐雄社長就任[35][注 3]。
  - 9月23日 - 映画審議会、内閣に設置[27][1][35]。
- 10月
  - 10月3日 - テレビの受信契約数が10万を突破[18]。
  - 10月13日 - 通産省、邦画各社に国産カラーフィルムの積極的使用を要請する[30][27][注 4][35]。
- 11月
  - 11月1日 - 東京・池袋東宝劇場がオープン[35]。
  - 11月8日 - 邦画6社長会議で上映時間2時間30分制限に各社が協力を約束する[27][35]。
  - 11月14日 - 東京・有楽シネマ（現・有楽町イトシア敷地内）オープン[30][35]。
  - 11月23日 - 名古屋・名宝スカラ座オープン[35]。
- 12月
  - 全国の映画館数5,184館[30]。
  - 日本映画連合会(現・日本映画製作者連盟)が通産省(現・経済産業省)の社団法人として新発足[30]。
  - 12月1日 - 東宝、宝塚映画『新諸国物語 オテナの塔』（安田公義監督）[36]に対する著作権侵害と営業妨害で、東映『怪盗夜泣丸』を告訴[30]。9日、東映、製作中止を発表[30]。
  - 12月27日 - 第1回東宝まつりが東京宝塚劇場で開催[37]。
  - 12月29日 - 新東宝、大蔵貢社長就任[30][27]。

## 周年
- 創業60周年
  - 松竹

## 日本の映画興行
- 入場料金（大人）
  - 140円（東京の邦画封切館）[38]
  - 133円（統計局『小売物価統計調査（動向編） 調査結果』[39] 銘柄符号 9341「映画観覧料」）[40]
- 入場者数 8億6891万人[41][注 5]
- 興行収入 546億5700万円[41]

| 配給会社 | 年間配給収入 | 前年対比 |
| -------- | ------------ | -------- |
| 松竹     | 47億6165万円 | 101.8%   |
| 東宝     | 32億2034万円 | 104.0%   |
| 大映     | 40億7645万円 | 104.5%   |
| 新東宝   | 18億6848万円 | 086.1%   |
| 東映     | 45億2952万円 | 121.7%   |
| 日活     | 23億6512万円 | 555.7%   |

出典: 井上雅雄「映画産業の戦後｢黄金期｣の実態(下) : ポスト占領期の映画産業と大映の企業経営・補論」『立教經濟學研究』第71巻第2号、立教大学経済学研究会、2017年10月、102頁、doi:10.14992/00015468。
| 映画製作会社   | 公開本数 |
| -------------- | -------- |
| 松竹           | 68       |
| 東宝           | 39       |
| 大映           | 59       |
| 新東宝         | 51       |
| 東映           | 106      |
| 宝塚映画製作所 | 12       |
| 東京映画       | 9        |
| 日活           | 53       |
| その他         | 26       |
| 合計           | 423      |

出典：『映画統計資料 : 昭和21年1月-30年12月(10年間)』日本映画連合会、1956年、1頁。NDLJP:1694281。

## 各国ランキング

### 日本配給収入ランキング
| 順位 | 題名                       | 配給 | 配給収入    |
| ---- | -------------------------- | ---- | ----------- |
| 1    | 赤穂浪士 天の巻 地の巻     | 東映 | 3億1305万円 |
| 2    | 修禅寺物語                 | 松竹 | 1億8368万円 |
| 3    | ジャンケン娘               | 東宝 | 1億7600万円 |
| 4    | 新・平家物語               | 大映 | 1億7303万円 |
| 5    | 亡命記                     | 松竹 | 1億7228万円 |
| 6    | 続宮本武蔵 一乗寺の決斗    | 東宝 | 1億6800万円 |
| 7    | 楊貴妃                     | 大映 | 1億5781万円 |
| 8    | 宮本武蔵 完結篇 決闘巌流島 | 東宝 | 1億5550万円 |
| 9    | 力道山物語 怒濤の男        | 日活 | 1億5000万円 |
| 10   | 夫婦善哉                   | 東宝 | 1億4800万円 |

出典:『キネマ旬報ベスト・テン85回全史 1924-2011』キネマ旬報社〈キネマ旬報ムック〉、2012年5月、120頁。ISBN 978-4873767550。
| 順位 | 題名               | 製作国             | 配給                            | 配給収入    |
| ---- | ------------------ | ------------------ | ------------------------------- | ----------- |
| 1    | 砂漠は生きている   | アメリカ合衆国の旗 | 大映                            | 2億9260万円 |
| 2    | シネラマ・ホリデー | アメリカ合衆国の旗 | 東宝                            | 2億7134万円 |
| 3    | 海底二万哩         | アメリカ合衆国の旗 | 大映                            | 1億8150万円 |
| 4    | ベラクルス         | アメリカ合衆国の旗 | ユナイテッド・アーティスツ 松竹 | 1億7102万円 |
| 5    | エデンの東         | アメリカ合衆国の旗 | ワーナー・ブラザース            | 1億6810万円 |
| 6    | 征服者             | アメリカ合衆国の旗 | RKO                             | 1億4646万円 |
| 7    | スタア誕生         | アメリカ合衆国の旗 | ワーナー・ブラザース            | 1億4408万円 |
| 8    | 裏窓               | アメリカ合衆国の旗 | パラマウント映画                | 1億4219万円 |
| 9    | 暴力教室           | アメリカ合衆国の旗 | MGM                             | 1億3647万円 |
| 10   | ピクニック         | アメリカ合衆国の旗 | コロンビア ピクチャーズ         | 1億2483万円 |

出典:『キネマ旬報ベスト・テン85回全史 1924-2011』キネマ旬報社〈キネマ旬報ムック〉、2012年5月、121頁。ISBN 978-4873767550。

## 受賞
- 第28回アカデミー賞
  - 作品賞 - 『マーティ』 - ヘクト＝ランカスター、ユナイテッド・アーティスツ
  - 監督賞 - デルバート・マン - 『マーティ』
  - 主演男優賞 - アーネスト・ボーグナイン - 『マーティ』
  - 主演女優賞 - アンナ・マニャーニ - 『バラの刺青』
  - 助演男優賞 - ジャック・レモン - 『ミスタア・ロバーツ』
  - 助演女優賞 - ジョー・ヴァン・フリート - 『エデンの東』

- 第13回ゴールデングローブ賞
  - 作品賞 (ドラマ部門) - 『エデンの東』
  - 主演男優賞 (ドラマ部門) - アーネスト・ボーグナイン - 『マーティ』
  - 主演女優賞 (ドラマ部門) - アンナ・マニャーニ - 『バラの刺青』
  - 作品賞 (ミュージカル・コメディ部門) - 『野郎どもと女たち』
  - 主演男優賞 (ミュージカル・コメディ部門) - トム・イーウェル - 『七年目の浮気』
  - 主演女優賞 (ミュージカル・コメディ部門) - ジーン・シモンズ - 『野郎どもと女たち』
  - 監督賞 - ジョシュア・ローガン - 『ピクニック』
  - 外国映画賞
    - 『奇跡』 -  デンマーク
    - Stella -  ギリシャ
    - 『戦場の叫び』 -  西ドイツ
    - 『子供の眼』 -  日本

- 第21回ニューヨーク映画批評家協会賞
  - 作品賞 - 『マーティ』

- 第8回カンヌ国際映画祭
  - パルム・ドール - 『マーティ』 - デルバート・マン監督、 アメリカ合衆国

- 第16回ヴェネツィア国際映画祭
  - 金獅子賞 - 『奇跡』 - カール・テオドア・ドライヤー監督、 デンマーク

- 第5回ベルリン国際映画祭
  - 金熊賞 - Die Ratten - ロバート・シオドマク監督、 西ドイツ

- 第6回ブルーリボン賞
  - 作品賞 - 『浮雲』
  - 主演男優賞 - 森繁久彌（『夫婦善哉』）
  - 主演女優賞 - 淡島千景（『夫婦善哉』）
  - 監督賞 -  豊田四郎（『夫婦善哉』）

- 第29回キネマ旬報ベスト・テン
  - 外国映画第1位 - 『エデンの東』
  - 日本映画第1位 - 『浮雲』

- 第10回毎日映画コンクール
  - 日本映画大賞 - 『浮雲』

- 都民映画コンクール賞
  - 『野菊の如き君なりき』・『浮雲』・『夫婦善哉』・『警察日記』（順不同）[48](pp222 - 246)

- 第10回文部省芸術祭賞
  - 映画部門 - 『夫婦善哉』[48](p225)[49]

## 生誕
- 1月5日 - 渡辺えり、 日本、女優
- 1月6日 - ローワン・アトキンソン、 イングランド、コメディアン・男優
- 1月9日 - J・K・シモンズ、 アメリカ合衆国、男優
- 1月11日 - 木村奈保子、 日本、映画評論家
- 1月13日 - 伊藤蘭、 日本、女優・歌手
- 1月15日 - 田中真弓、 日本、声優
- 1月18日 - ケビン・コスナー、 アメリカ合衆国、俳優・プロデューサー・映画監督
- 1月17日 - 小山茉美、 日本、声優
- 1月22日 - 高橋恵子、 日本、女優
- 2月7日 - ミゲル・フェラー、 アメリカ合衆国、男優
- 2月15日 - クリストファー・マクドナルド、 アメリカ合衆国、男優
- 2月19日 - ジェフ・ダニエルズ、 アメリカ合衆国、男優
- 2月26日 - 武上純希、 日本、脚本家
- 3月4日 - 佐野史郎、 日本、男優
- 3月9日 - オルネラ・ムーティ、 イタリア、女優
- 3月17日 - ゲイリー・シニーズ、 アメリカ合衆国、男優・プロデューサー・映画監督
- 3月19日 - ブルース・ウィリス、 アメリカ合衆国、男優
- 3月22日 - レナ・オリン、 スウェーデン、女優
- 4月23日 - ジュディ・デイヴィス、 オーストラリア、女優
- 4月23日 - 平野文、 日本、声優
- 4月29日 - 田中裕子、 日本、女優
- 5月16日 - デブラ・ウィンガー、 アメリカ合衆国、女優
- 5月17日 - ビル・パクストン、 アメリカ合衆国、男優
- 5月18日 - チョウ・ユンファ、 イギリス領香港、男優
- 5月27日 - 内藤剛志、 日本、男優
- 5月31日 - スージー・エスマン、 アメリカ合衆国、女優
- 6月2日 - ダナ・カーヴィ、 アメリカ合衆国、男優・コメディ
- 6月8日 - グリフィン・ダン、 アメリカ合衆国、男優・映画監督
- 6月9日 - ジミー・スミッツ、 アメリカ合衆国、男優
- 6月15日 - ローリー・メトカーフ、 アメリカ合衆国、女優
- 6月21日 - 長谷川初範、 日本、男優
- 6月27日 - イザベル・アジャーニ、 フランス、女優
- 7月22日 - ウィレム・デフォー、 アメリカ合衆国、男優
- 8月4日 - ビリー・ボブ・ソーントン、 アメリカ合衆国、男優・映画監督・脚本家
- 8月10日 - 三波豊和、 日本、男優
- 8月19日 - ピーター・ギャラガー、 アメリカ合衆国、男優
- 8月25日 - 松澤一之、 日本、男優
- 8月27日 - ダイアナ・スカーウィッド、 アメリカ合衆国、女優
- 10月23日 - 坂口良子、 日本、女優
- 11月3日 - 堤幸彦、 日本、映画監督
- 11月13日 - ウーピー・ゴールドバーグ、 アメリカ合衆国、女優・コメディエンヌ
- 11月16日 - 國村隼、 日本、男優
- 12月3日 - メロディ・アンダーソン、 カナダ、女優
- 12月4日 - 滝田洋二郎、 日本、映画監督
- 12月9日 - 升毅、 日本、男優
- 12月9日 - 渡辺裕之、 日本、男優
- 12月12日 - 中村梅雀、 日本、男優

## 死去
| 日付 | 日付 | 名前                     | 出身国         | 年齢 | 職業               |
| 2月  | 12日 | トム・ムーア             | アメリカ合衆国 | 71   | 男優               |
| 4月  | 7日  | セダ・バラ               | アメリカ合衆国 | 69   | 女優               |
| 8月  | 5日  | カルメン・ミランダ       | ポルトガル     | 46   | 歌手・女優         |
| 8月  | 30日 | ジェームズ・ディーン     | アメリカ合衆国 | 24   | 男優               |
| 10月 | 1日  | チャールズ・クリスティー | カナダ         | 75   | 映画スタジオ所有者 |
| 11月 | 22日 | シェンプ・ハワード       | アメリカ合衆国 | 60   | 男優・コメディアン |